# Barraki
Los Barraki son un grupo de personajes ficticios en la historia de Bionicle, de Lego. Al ser derrotados y encarcelados, su prisión fue inundada durante el Gran Cataclismo y escaparon a los alrededores; también desarrollando características de los monstruos del mar por un agente mutageno en el agua. El término “Barraki” es la palabra Matoran para “señor de la guerra”.

## Squids
Los squids de los Barraki son criaturas vampiricas que se lanzan desde un Lanzador de squids para que adquieran velocidad. El Lanzador es una clase de mecanismo Honda-Tiro y lanza el squid vampírico hacia el blanco. Los squids tienen la capacidad de absorber energía vital del blanco, y pararan una vez que la víctima no tenga más energía. Kalmah es quien fabricó los lanzadores y cría estas criaturas para los Barraki, pero no deja que cualquiera entre en la cueva desde que Mantax devoró a la mitad de las crías. También, Kalmah tiene un ejército de squids gigantes.
- Datos: Q2885473